# Fabrício de Souza
Fabrício de Souza (Imbituba, 5 de julho de 1982) é um ex-futebolista brasileiro que atuava como volante. Atualmente trabalha como comentarista esportivo na Samuca TV.

## Carreira
Começou a carreira como jogador profissional no ano de 2000 no União São João.

### Corinthians
Em 2001 foi transferido para o Corinthians, clube no qual se destacou a ponto de ser convocado para disputar amistosos com a seleção brasileira. Durante sua melhor fase, conquistando logo depois seu primeiro titulo o Torneio Rio-São Paulo - 2002, no mesmo ano também ganha a Copa do Brasil, depois de se contundir gravemente no joelho, o que o afastou dos gramados por muito tempo, a diretoria do clube paulista resolveu negociá-lo com o Jubilo Iwata, do Japão.

### Cruzeiro
Em 2008, Fabrício foi emprestado pelo clube japonês ao Cruzeiro EC, que, em 2009, fechou a compra do jogador e assinou contrato por 3 anos.Fez muito sucesso durante sua passagem pelo clube celeste, devido ao seu ótimo passe, habilidade de armação, visão de jogo, versatilidade e marcação cerrada. Logo no seu primeiro ano no time celeste conquista o Campeonato Mineiro de 2008 ganhando por 5 a 0 na final contra o Atlético, fato repetido no ano seguinte. Ficou marcado pela sua raça dentro de campo e conquistou o carinho da torcida cruzeirense que passou a chama-lo de "guerreiro".
No ano de 2010, durante uma partida contra o Corinthians, seu ex-clube, no Estádio do Pacaembu, ele abandonou o campo, e se justificou dizendo que a atitude de sair do campo propositalmente foi motivada pela série de erros da arbitragem contra o Cruzeiro. O volante chegou a dizer que o pênalti sobre Ronaldo, que deu a vitória ao time paulista e reduziu drasticamente as chances do time mineiro de brigar pelo título do Campeonato Brasileiro daquele ano, foi um lance discutível.
Em 2011, envolveu-se em uma nova polêmica, após ser questionado sobre a possibilidade de Ronaldinho Gaúcho ficar de fora do jogo devido ao julgamento que tramitava no STJD, Fabrício foi taxativo e questionou se o adversário realmente seria punido na seção do tribunal, que estava julgando o meia flamenguista por brigar com o volante Heleno, em uma partida contra o Ceará. Ainda em 2011, participou da grande goleada de 6 x 1 sobre o Atlético Mineiro na última rodada do Campeonato Brasileiro daquele ano, inclusive marcando um gol na partida. O resultado salvou a equipe cruzeirense de ser rebaixado para a segunda divisão do ano seguinte.

### São Paulo
Depois de três temporadas no Cruzeiro EC, assina com o São Paulo por três anos. O jogador foi apresentado junto com um 'pacote' de atletas, considerados pelo presidente são-paulino Juvenal Juvêncio os melhores reforços para o ano de 2012. No São Paulo, Fabrício ainda não conseguiu ter uma sequência de jogos, devido a contusões. Com a chegada de Paulo Henrique Ganso no São Paulo o volante perdeu o número 8 de sua camisa, que foi repassado ao recém-chegado Maestro, e passou a utilizar o número 25 na temporada 2013.
Em 10 de maio de 2013, após as eliminações são-paulinas na Libertadores e no Campeonato Paulista, Fabrício, junto com outros seis companheiros, acabou afastado pelo presidente Juvenal Juvêncio. No entanto, após a saída de Ney Franco e a chegada de Paulo Autuori no comando do São Paulo, Fabrício foi reintegrado ao elenco.
Em 28 de julho de 2013, o ex-cruzeirense reestreou como titular no Tricolor paulista no empate por 0 a 0 diante do rival Corinthians, jogo que interrompeu a sequência de onze derrotas consecutivas do clube. Apesar do bom desempenho, Fabrício, por questões físicas, acabou substituído por Maicon.
No dia seguinte à partida, antes do embarque são-paulino para a Europa, onde disputará torneios de pré-temporada, Fabrício falou sobre o ex-treinador do clube Ney Franco. Para o volante: "É claro que ficou a mágoa. Do mesmo jeito que ele não gosta de mim, eu não gosto dele. Não cometi nenhuma indisciplina. Apenas reclamei a ele que precisava jogar mais para ganhar ritmo de jogo. Isso é normal no futebol. É preciso ter liberdade para se expressar. Quando ocorreu o fato (reclamação de uma substituição em uma partida do São Paulo), nós conversamos no vestiário e ele disse que não haveria nenhum problema. E todos viram o que aconteceu depois."
Depois de dois anos no clube e de apenas 35 partidas nesse período, Fabrício deve pedir, antes do final de 2013, sua rescisão de contrato com o Tricolor. Apesar de muito querido pelo elenco, ele "queria jogar [...] e, quando chegou, tinha muitos planos que não se concretizaram, seja pelas lesões que sofreu ou por outras questões que não vem ao caso", como afirmou seu empresário, Reinaldo Pitta, deixando claro que os motivos que levaram o atleta a romper seu vínculo, de mais um ano, com o clube baseiam-se em questões físicas e técnicas.
Apesar dos rumores, Fabrício se manteve no clube para 2014, mas pouco aproveitado por Muricy Ramalho. No começo de março, em tom de desabafo, o volante disse as seguintes palavras: "Quer que eu faça o que pro cara gostar de mim?". Mesmo assim, o camisa 25 diz que vai cumprir seu contrato até o final - que se encerra em dezembro - e que ainda pretende jogar futebol por mais três anos.

### Vasco da Gama
Depois de ser afastado pela segunda vez dentro de 1 ano no São Paulo, foi emprestado até o fim do seu contrato ao Vasco para a disputa da série B do Brasileirão, a pedido do técnico Adilson Batista, com quem trabalhou no Cruzeiro. No Vasco readquiriu sua melhor forma, porém ainda não conseguiu repetir as boas atuações e tem sido bastante contestado pela torcida.

### Joinville
Sem clube desde o final do ano passado, em junho de 2015 acertou com o Joinville, para ajudar a equipe a sair da zona de rebaixamento do Brasileirão.

## Títulos
Corinthians
- Copa do Brasil: 2002
- Torneio Rio-São Paulo: 2002
- Campeonato Paulista: 2003
- Campeonato Brasileiro: 2005

Cruzeiro
- Campeonato Mineiro: 2008, 2009, 2011

São Paulo
- Eusébio Cup: 2013